# Ralf Werneburg
Ralf Werneburg (* 1958 in Erfurt) ist ein deutscher Paläontologe. Er war bis April 2024 Kurator am Naturhistorischen Museum Schloss Bertholdsburg in Schleusingen.

## Leben
Er ist einer der Söhne des bildenden Künstlers Walter Werneburg. Sein älterer Bruder Joachim Werneburg ist Schriftsteller.
Ralf Werneburg studierte 1978 bis 1983 Geologie und Paläontologie an der Bergakademie Freiberg. 1987 wurde er dort über Labyrinthodontia (Amphibia) aus dem Perm und Karbon promoviert.  Danach kam er an das Naturhistorische Museum Schloss Bertholdsburg in Schleusingen, dessen Direktor er von 1993 bis 2024 war. In den Sommersemestern 1993 und 1995 hatte er einen Lehrauftrag an der Bayerischen Julius-Maximilians-Universität Würzburg für die Lehrveranstaltung „Evolution der Wirbeltiere“. 2001 realisierte er ein großes Ausstellungsprojekt der Deutschen Bundesstiftung Umwelt im Schleusinger Museum: „300 Millionen Jahre Thüringen“ – eine landschaftsökologische Ausstellung auf 800 m² Fläche.
Er befasst sich mit fossilen Wirbeltieren aus Karbon, Perm und Trias, war auf Ausgrabungen im Rotliegend des Thüringer Waldes, NW-Sachsen und Südfrankreich sowie im Keuper von Thüringen und ist in mehreren Forschungsprojekten zur Paläontologie und Biostratigraphie der Amphibien vom Karbon bis zur Trias von Thüringen und vergleichbaren Vorkommen in Russland, Frankreich, Tschechien und den USA.
Er ist Mitglied in der Paläontologischen Gesellschaft und der Society of Vertebrate Paleontology.
Seit 1987 ist er redaktioneller Herausgeber der Zeitschrift „Veröffentlichungen Naturhistorisches Museum Schleusingen“, die 2010 in „Semana“ umbenannt wurde.

## Erstbeschreibungen (Auswahl)
- Gattungen:
- Kashmirosaurus Werneburg & Schneider, 1996
- Nyranerpeton Werneburg, 2012
- Chemnitzion Werneburg, Witzmann, Schneider & Rößler, 2022[3]

- Arten:
- Apateon kontheri Werneburg, 1988
- Branchierpeton reinholdi Werneburg, 1988
- Melanerpeton arnhardti Werneburg, 1988
- Melanerpeton eisfeldi Werneburg, 1988
- Branchierpeton saalensis Werneburg, 1989
- Limnogyrinus edani Werneburg, 1989
- Melanerpeton sembachense Werneburg, 1989
- Sclerocephalus jogischneideri Werneburg, 1992[4]
- Trematosaurus thuringiensis Werneburg, 1993
- Apateon intermedius Werneburg, 1996
- Cymatosaurus minor Rieppel & Werneburg, 1998
- Onchiodon thuringiensis Werneburg, 2007
- Parapinacoceras thiemei Rein & Werneburg, 2010
- Gymnites brunzeli Rein & Werneburg, 2010
- Nyranerpeton amilneri Werneburg, 2012
- Platyrhinops fritschi Werneburg, 2012
- Saurichthys hoffmanni Werneburg, Kogan & Sell, 2014
- Saurichthys minimahleri Werneburg, Kogan & Sell, 2014

## Schriften (Auswahl)
- mit J.-S. Steyer: Redescription of the holotype of Actinodon frossardi (Amphibian, Temnospondyli) from the Lower Rotliegend of the Autun Basin (Lower Permian, France). In: Geobios, 32 (4), 4 fig., 2 tab., Villeurbanne 1999, S. 599–607.
- Apateon dracyiensis – eine frühe Pionierform der Branchiosaurier aus dem Europäischen Rotliegend, Teil 1: Morphologie. In: Veröff. Naturhist. Museum Schleusingen, 16: 16 Abb.; Schleusingen 2001, S. 17–36.
- mit ökoplan Essen: Auf den Spuren unserer Umwelt – 300 Millionen Jahre Thüringen. 104 S., 147 Abb., Verlag Frankenschwelle Hildburghausen, 2003
- First record of postcranial lateral lines in fossil amphibians (Branchiosauridae; Rotliegend, Upper Carboniferous – Lower Permian). In: N. Jb. Geol. Paläont. Abh., 232 (2/3), 5 fig., Stuttgart 2004, S. 365–373.
- mit J. W. Schneider: Amphibian biostratigraphy of the European Permocarboniferous. In: S. G. Lucas, G. Cassinis and J. W. Schneider (Hrsg.), Non-Marine Permian Biostratigraphy and Biochronology. Geological Society, London, Special Publication, 265, 3 figs., 1 tab., London 2006, S. 201–215.
- mit A. Ronchi u. J.W. Schneider: The Lower Permian Branchiosaurids (Amphibia) of Sardinia (Italy): Systematic Palaeontology, Palecology, Biostratigraphy and Palaeobiogeographic Problems. In: Palaeogeography, Palaeoclimatology, Palaeoecology, 252, 2007, S. 383–404.
- Der “Manebacher Saurier” – ein neuer großer Eryopide (Onchiodon) aus dem Rotliegend (Unter-Perm) des Thüringer Waldes. In: Veröffentlichungen Naturhistorisches Museum Schleusingen, 22, 26 Abb., Schleusingen 2007, S. 3–40.
- Timeless design: colored pattern of skin in Early Permian branchiosaurids (Temnospondyli: Dissorophoidea). In: Journal of Vertebrate Paleontology, 27 (4), 2007, 4 figs, S. 1047–1050.
- Die Chorda dorsalis bei Branchiosauriern aus dem Permokarbon und möglicher Sexualdimorphismus. In: Veröffentlichungen Naturhistorisches Museum Schloss Bertholdsburg Schleusingen, 23, 28 Abb., Schleusingen 2008, S. 63–86.
- The Permotriassic branchiosaurid Tungussogyrinus Efremov, 1939 (Temnospondyli, Dissorophoidea)) from Siberia restudied. In: Fossil Record 12 (2), 13 figs., Berlin 2009, S. 105–120
- Dissorophoide Amphibien aus dem Westphalian D (Ober-Karbon) von Nýřany in Böhmen (Tschechische Republik) – der Schlüssel zum Verständnis der frühen ‚Branchiosaurier’. In: Semana (Naturwissenschaftliche Veröffentlichungen NHM Schleusingen), 27, 35 Abb., Schleusingen 2012, S. 3–50
- mit J.W. Schneider u. S.G. Lucas The dissorophoid Milnererpeton huberi (Temnospondyli) from the Late Pennsylvanian Kinney Brick Quarry in New Mexico restudied – Paleontology, Paleoenvironment, and age. In: S. G. Lucas et al. (Hrsg.): Carboniferous-Permian Transition in Central New Mexico. New Mexico Museum of Natural History and Science, Bulletin 59, Albuquerque 2013, S. 349–369.
- mit E. Mey (Hrsg. für Museumsverband Thüringen): THÜRINGER  NATUR-SCHÄTZE. Naturkundliche Museen und Sammlungen im Freistaat Thüringen. 280 Seiten, Verlag Schnell u. Steiner, Regensburg 2014.
- mit I. Kogan und J. Sell: Saurichthys (Pisces): Actinopterygii aus dem Buntsandstein (Trias) des Germanischen Beckens. In: Semana 29, 2014, S. 3–35.